# Wydalanie

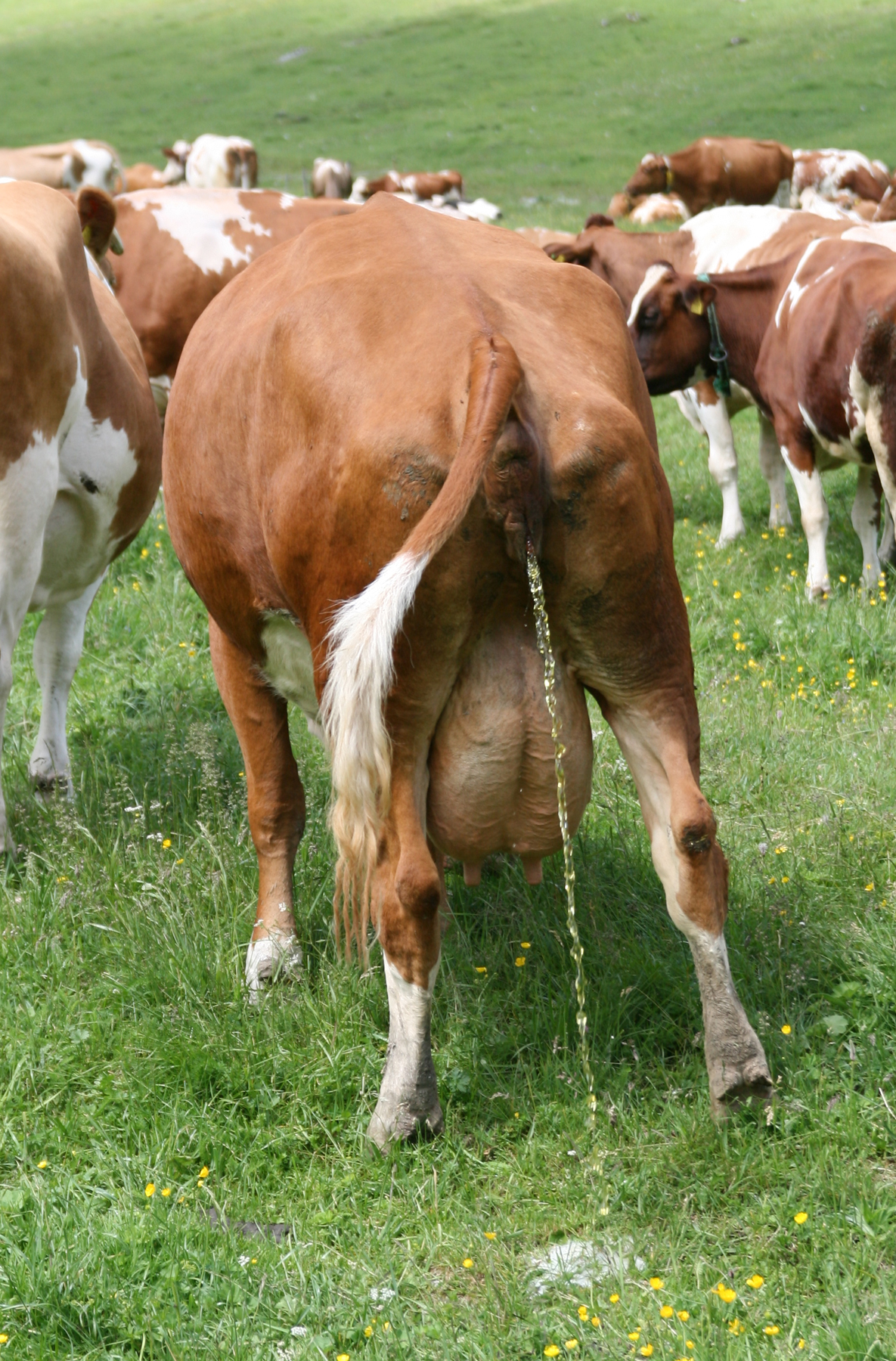
Wydalanie moczu u bydła domowego

Wydalanie, ekskrecja (łac. excretio ‘wydalanie’) – proces fizjologiczny polegający na usuwaniu z organizmu zbędnych, szkodliwych lub będących w nadmiarze metabolitów (głównie azotowych) oraz wody i elektrolitów (osmoregulacja), w celu utrzymania homeostazy.
Strategie usuwania metabolitów azotowych z organizmów zwierząt różnią się w zależności od środowiska, w którym żyją. Głównym produktem ubocznym rozkładu białek jest toksyczny dla organizmu amoniak. Z uwagi na swoją dobrą rozpuszczalność w wodzie, u większości zwierząt wodnych (zwierzęta amonioteliczne) jest wydalany w formie niezmienionej (z uwagi na dużą dostępność rozpuszczalnika). Ssaki (zwierzęta ureoteliczne) przed wydaleniem przekształcają amoniak w słabiej rozpuszczalny (oraz mniej toksyczny) mocznik, co pozwala im zredukowanie ilości wody wydalanej wraz z metabolitami. Zwierzęta, które bardzo oszczędną gospodarkę wodną (zwierzęta urikoteliczne), takie jak: gady, ptaki i owady, przed wydaleniem przekształcają amoniak do nierozpuszczalnego w wodzie (oraz nietoksycznego) kwasu moczowego.
Poszczególne grupy organizmów różnią się mechanizmami wydalania. U większości protistów niestrawione resztki ulegają egzocytozie. Nieliczne z jednokomórkowców wykształciły wyspecjalizowane organella (np. wakuole orzęsków). Rośliny usuwają metabolity przez aparaty szparkowe. Zwierzęta wytworzyły wyspecjalizowane komórki (komórka płomykowa, wędrujące albo magazynujące nefrocyty), narządy i układy wydalnicze o stopniu zaawansowania zależnym od typu (np. protonefrydium u płazińców, metanefrydium u pierścienic, cewki Malpighiego u stawonogów, nerki u kręgowców). Wrotki żyjące w wodzie wydalają azotany i fosforany dostępne dla glonów i makrofitów. Zwierzęta wytworzyły wyspecjalizowane komórki (komórka płomykowa, wędrujące albo magazynujące nefrocyty), narządy i układy wydalnicze o stopniu zaawansowania zależnym od typu (np. cewki Malpighiego u stawonogów, nerki u kręgowców).